# クオトア
クオトア(Kuo-toa)は、テーブルトークRPG『ダンジョンズ&ドラゴンズ』（D&D）に登場する、アンダーダーク(D&Dの地下世界)や海に潜む架空の半魚人である。

## 掲載の経緯
クオトアを創造、命名したのはD&Dのデザイナー、ゲイリー・ガイギャックスである。
初登場時、クオトアは始め陸地に棲んでいたが、人間や他の陸生人に追われて地下に潜ったと記載している。しかし、その後の展開ではH・P・ラヴクラフトの小説、『インスマウスの影』に登場する半魚人、“深きものども”により似ているよう進化してきた。例えば、第3版まではブリブドゥールプールプ(Blibdoolpoolp)というロブスターの頭部を持った海の女神を崇拝していたが、第4版では深きものども同様に、D&Dではデーモンとして登場するダゴンを崇拝している。

### AD&D 第1版(1977-1988)
クオトアは『アドバンスト・ダンジョンズ&ドラゴンズ』（AD&D）第1版の冒険シナリオ『Shrine of the Kuo-Toa』(1978。冒険シナリオ集『Descent into the Depths of the Earth』に収録。未訳)にて初めて登場し、続いて『Vault of the Drow』(1978、未訳)にも登場した。マニュアルでは『Fiend Folio』(1981、未訳)が最初の登場となる。

### AD&D 第2版(1989-1999)
AD&D第2版では『Monstrous Compendium Volume 2』(1989、未訳)に登場し、『Monstrous Manual』(1983、未訳)に再掲載された。

### D&D 第3版(2000-2002)、D&D 第3.5版(2003-2007)
D&D第3版では『モンスターマニュアル』(2000)に登場し、第3.5版の『モンスターマニュアル』(2003)に再掲載された。
フォーゴトン・レルムの地下世界を扱った『Underdark』(2003、邦題『アンダーダーク』)ではプレイヤー用種族として登場した。また、上級クラスとしてクオトア社会を監視する“Inquisitor of drowning goddess(“溺死の女神”の審問官)”と、指導者たる“Sea mother whip(“海なる母”の鞭令)”が紹介された。
『ドラゴン』349号(2006年11月)ではジェームス・ジェイコブスによるコラム"Demonomicon of Iggwilv:Dagon"が掲載され、ダゴン崇拝が紹介された。
『Drow of the Underdark』(2007、未訳)では第4版でも登場する“Kuo-toa monitor(クアトアの監督官) ”と“Kuo-toa whip(クアトアの鞭令)”が紹介された。『Monster Manual V』(2007、未訳)では、“Crazed kuo-toa(狂ったクオトア)”、“Kuo-toa exalted whip(クオトアの高位鞭令)”、“Kuo-toa harpooner(クオトアの銛打ち)”、そしてクアトアの監督官が登場した。

### D&D 第4版(2008-)
D&D第4版では、『モンスター・マニュアル』(2008)と『モンスター・マニュアルⅢ』(2010)に以下の個体が登場している。
- クオトアの衛兵／Kuo-toa Guard　(MM1)
- クオトアの襲撃兵／Kuo-toa Marauder　(MM1)
- クオトアの銛打ち／Kuo-toa harpooner　(MM1)
- クアトアの監督官／Kuo-toa monitor　(MM1)
- クアトアの鞭令／Kuo-toa whip　(MM1)
- もの狂いのクオトア／Kuo-Toa Mad One　(MM3)
- 溺れさすクオトア／Kuo-loa Drowner　(MM3)
- クオトアの鞭使い／Kuo-loa Lash　(MM3)
- クオトアの斬り裂き屋／Kuo-Toa Cutter　(MM3)

また、第4版で改訂された『Underdark』(2010、未訳)では以下の個体が登場する。
- クオトアの見張り／Kuo-Toa Warder
- クオトアの“槍の悪霊”／Kuo-Toa Spearfiend
- クオトアの舌足らず術士／Kuo-Toa Mumbler
- クオトア・リヴァイアサン／Kuo-Toa Leviathan

### D&D 第5版(2014-)
D&D第5版では、『モンスター・マニュアル』(2014)に以下の個体が登場している。
- クオトア／Kuo-Toa
- クオトアの大神官／Kuo-Toa Archpriest
- クアトアの鞭令／Kuo-toa whip

## 肉体的特徴
クオトアの身長は5フィート(約1.5m)、体重は160ポンド(約73kg)ぐらいである。細かい鱗で覆われた半魚人で、魚に似た頭部には銀黒色の目と細く鋭い歯が並ぶ口がある。鱗の色は感情によって変化し、普段は銀灰色だが、怒ると赤くなり、恐怖を感じると白くなる。彼らは全身から油膜を分泌し、そのぬめぬめした身体で組み付きや罠を抜け出す。これが原因かは不明だが、彼らは常に腐った魚のような臭いに覆われている。
クオトアの目は非常に優れており、暗視能力の他に、透明化や迷彩などによる不可視状態の者や、霊体となった者ですら動いている状態なら確認できる。その反面、太陽光や魔法の光など強い光の下では目が眩んでしまう。
クオトアはエラ呼吸による水棲生物だが、陸上でも問題なく行動できる。
クオトアはイラストが版ごとに微妙にデザインが異なっている。第1版に属する『Shrine of the Kuo-Toa』ではカサゴのようなヒレのある太った姿をしており、イラストによって手足に水掻きがあったりなかったりする。第2版『Monstrous Manual』では背びれが取れ、手足は不格好に細くなり、大きな水掻きが備わっている。第3版では魚というよりカエル人間に近い形態となっている。『アンダーダーク』では第1版に近い姿に戻っている。4版では手足のバランスが取られたが、これまでの版にある魚を思わせる目が小さくなり、爬虫類人に近いイラストになった。第5版では魚の頭をした魚人の姿に回帰している。
クオトアは卵生で、棲み家にある水溜まりやプールなどで幼体たる稚魚を育てる。稚魚は水陸両用の形態に成長するまでおよそ1年を水溜まりの中で過ごす。

## 社会
クオトアは狂った邪神を崇拝する太古からのおぞましい水棲人である。彼らの属性は“中立にして悪”である
彼らは水陸両用だが、地底湖や海中の洞窟に寺院を構えその周囲に居住地を築く。彼らの共同体は“鞭令”と呼ばれる指導者(高位のクレリックである)が統治している神権社会である。大規模な共同体では9人の鞭令による水底会議と呼ばれる宗教儀式に則った合議によって統治がなされる。鞭令の下には監督官と呼ばれる階級があり、共同体を守護する。また、内部でも神の教えに背く者がいないか審問官が目を光らせている。
居住地には産卵と水遊びのための産卵池があり、生まれた稚魚は陸地に棲めるまでの1年ほどを池で過ごす。
クオトアは先天的な狂気に侵された種族で、鞭令や監督官が彼らに精神修養を施し監視している。この狂気のために共同体が崩壊し、狂ったクオトアが他のモンスターと彷徨うのみとなった廃墟も点在する。第5版では、イリシッドに捕らえられ奴隷として精神支配を受けたのが彼らが狂気に陥った原因としている。
自らを優れた種族だと自負し、太古からの悪の知識を蓄積したクオトアにとって他の種族は奴隷や生贄でしかない。しばし邪神への生贄を求めて奴隷狩りを行う。同じアンダーダークの有力種族であるドラウとは互いに憎しみあっているが、同時に交易を行う間柄でもある。当然ながら、互いに騙し合うので抗争も頻繁に発生する。クオトアの共同体の中には他の種族と手を結び傭兵に勤しむ者たちもいるが、信用とは無縁である。アンダーダークの住人では唯一、アボレスには常に忠実である。
戦闘になれば、クオトアは鞭令や監督官の指揮のもと、合理的に戦う。

武器は剣や銛、トライデントや投網の他に、鞭令の武器としてピンサー・スタッフ(ハサミ杖)と呼ばれる刺又に似た武器を用いる。また、彼らの盾には多粘性の分泌液と薬品を混ぜて作った接着剤が塗り込まれており、相手の武器を絡め取ることができる。彼らはこの盾や銛、投網、ピンサー・スタッフなどで相手の動きを封じてからの攻撃を得意とする。
クオトアは身体からぬめぬめした分泌液を出し、罠や組み付きの他に蜘蛛の糸などの絡みつきからも容易に脱出する。この能力を活かすためか、鎧や胴衣をまとうことはなく、鞘などを止めるハーネスを着用している。他には拾った骨、貝殻、真珠、宝石、甲羅などで作った装飾品を好んで身につけている。
だが、鞭令や監督官など指導者が倒れると統制が崩壊し、大抵のクオトアは逃げるか、狂気に侵され自決などの自棄的な行動を取る。

## 信仰
第3版まで、クオトアは“海なる母”、“溺死の女神”の異名を取る女神ブリブドゥールプールプを信仰している。
第4版になると最古のデーモン・ロードにしてアビス(デーモンが棲む奈落世界)の深淵に潜むダゴンを崇拝している。
第5版ではブリブドゥールプールプの信仰が復活しているが、彼女はクオトアの妄想から産まれた神である。クオトアは元は人間の彫像だったものにエビの頭部や腕部を取りつけ、熱狂的な崇拝をしている。

## D&D世界でのクオトア

### フォーゴトン・レルムでのクオトア
フォーゴトン・レルムではアンダーダークの近隣種族たるドラウとは良好な関係にある。『アンダーダーク』には女神ブリブドゥールプールプの化身たる巨大クオトア、“The giant kuo-toa leviathan(ジャイアント・クオトア・リヴァイアサン)”が登場する。なお、同じ半魚人であるサフアグンとは宿敵同士である。
『ダークエルフ物語』の作者、R・A・サルバトーレによる『The Sellswords』シリーズ(全て未訳)では、登場人物の1人、ドラウの剣士ジャーラクセル(Jarlaxle)が同胞に、モンク(D&Dでの武闘家)は己の身体を武器にクオトアのように戦うと言及している。

### グレイホークでのクオトア
『Shrine of the Kuo-Toa』や『Vault of the Drow』などはグレイホーク世界でのシナリオである。

## 認可
クオトアはウィザーズ・オブ・ザ・コースト社が提唱するオープンゲームライセンスの“製品の独自性(Product Identity)”によって保護されており、オープンソースとして使用できない。